# Oskar Lindberg (kompozytor)
Oskar Fredrik Lindberg (ur. 23 lutego 1887 w Gagnef, zm. 10 kwietnia 1955 w Sztokholmie) – szwedzki kompozytor i organista. 

## Życiorys
Uczył się w konserwatorium w Sztokholmie u Andreasa Halléna i Ernsta Ellberga. W 1906 roku uzyskał dyplom z organów, a w 1908 roku dyplom nauczyciela muzyki i śpiewu kościelnego. Pełnił funkcję organisty w Sztokholmie w kościele św. Trójcy (1906–1914) i kościele Engelbrekta (1914–1955). Od 1919 roku wykładał harmonię w konserwatorium w Sztokholmie, od 1922 roku kierował też akademickim towarzystwem orkiestrowym. W 1922 roku został członkiem Królewskiej Akademii Muzycznej, w latach 1937–1939 i 1945–1955 był członkiem jej zarządu.

## Twórczość
W swoich utworach łączył stylistykę neoromantyczną i impresjonistyczną, wykorzystywał też tematy z melodii ludowych. Skomponował m.in. Symfonię F-dur (1909), 3 uwertury koncertowe (1909, 1911, 1924), 5 poematów symfonicznych (1912, 1913, 1918, 1932, 1946), 4 suity orkiestrowe (1908, 1919, 1935, 1945), Koncert fortepianowy d-moll (1928), Sonatę g-moll na organy (1924), Requiem na chór i orkiestrę (1922), operę Fredlös (1936–1942, wyst. Sztokholm 1943).